# Corre La Licorne
Pour les articles homonymes, voir Corre (homonymie) et La Licorne.
Corre La Licorne est une ancienne société de construction d'automobiles, créée par Jean-Marie Corre en 1901 sous la raison sociale Société française des automobiles Corre. 

## Historique

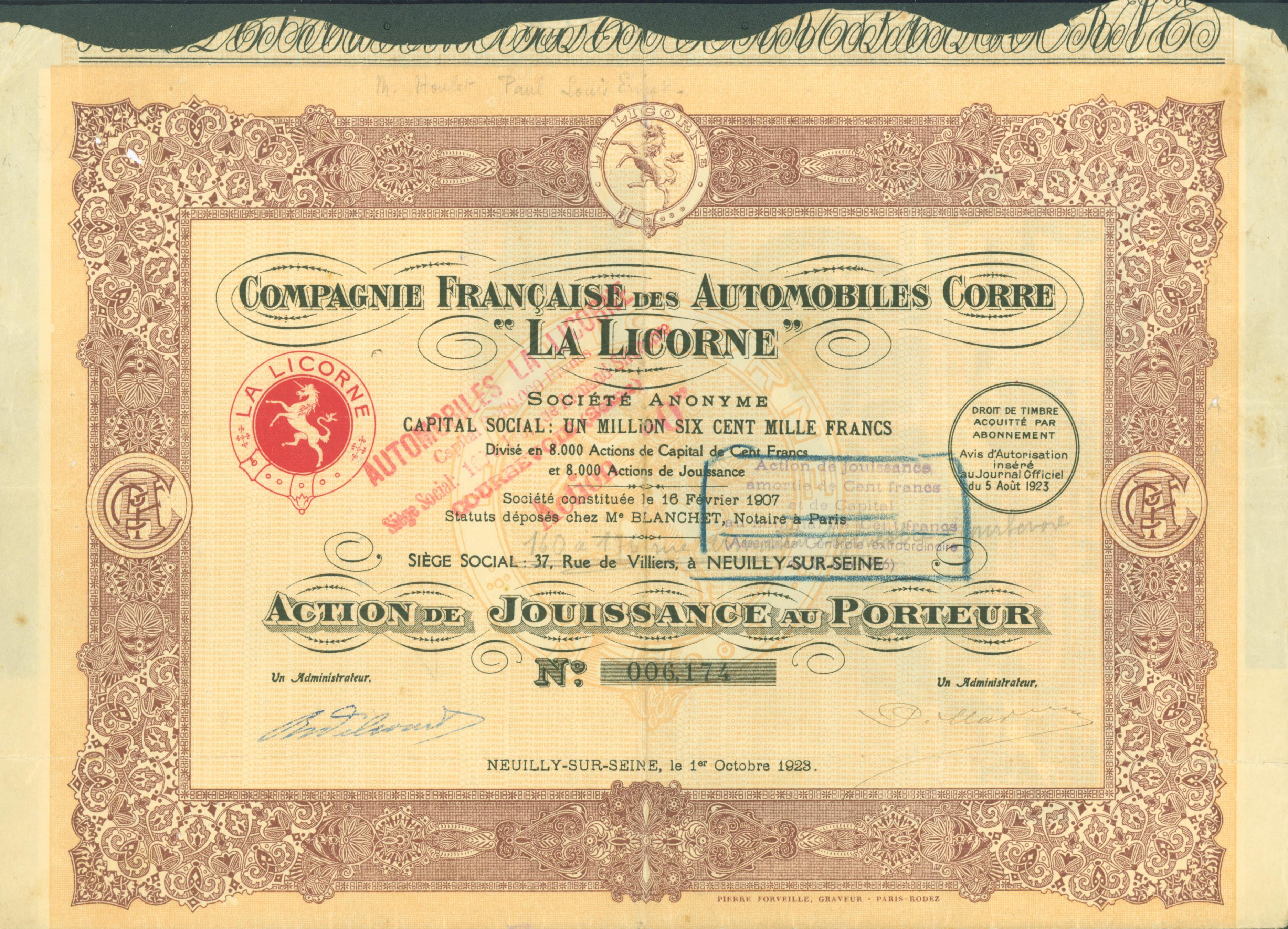
Action de Jouissance au Porteur des Automobiles Corre « La Licorne » S. A. en date du 1er octobre 1923.

Au début de son activité, l'entreprise produisit des tricycles et quadricycles cabriolets avec un monocylindre.
Les voitures furent produites sous le nom de Corre, puis Corre-La Licorne au moment où la firme choisit la marque à la licorne dressée pour orner ses calandres. Il semble qu'elle ait adopté cet emblème à la suite des victoires en course du pilote Waldemar Lestienne, dont les armoiries familiales portaient une licorne rampante. Après un procès de cinq ans, Corre, ruiné, dut vendre son entreprise.
La société fut reprise en 1907 par Waldemar Lestienne, qui avait fait fortune dans le textile. Il abandonna bientôt le nom de Corre pour ne conserver que celui de Licorne ou La Licorne. Dans les années 1930, son frère, Robert Lestienne, reprit l'affaire. La mort de ce dernier, assassiné par les Allemands en 1944 dans le bois de Bougival, porta un coup fatal à la société. Après la Seconde Guerre mondiale, elle ne fut pas retenue dans le plan Pons pour la production automobile et fut lâchée par Citroën qui refusa de lui fournir des moteurs plus avant. Elle cessa la construction d'automobiles en 1949, après avoir été rachetée par Bugatti, et fut vendue à Berliet. Les ateliers sont demeurés en service jusqu'en 1960 environ. 
Le fondateur de la marque, à la vente de son usine en 1907, poursuivit indépendamment une production artisanale d'automobiles jusqu'en 1913, sous son nom : Corre, Le Cor, JC.
L'entreprise aura réalisé plus de 200 modèles différents et produit un peu plus de 33 000 véhicules de 1901 à 1949.
Il est possible de voir des véhicules La Licorne dans certains musées, notamment au Musée Automobile Reims-Champagne.

## Principales voitures produites

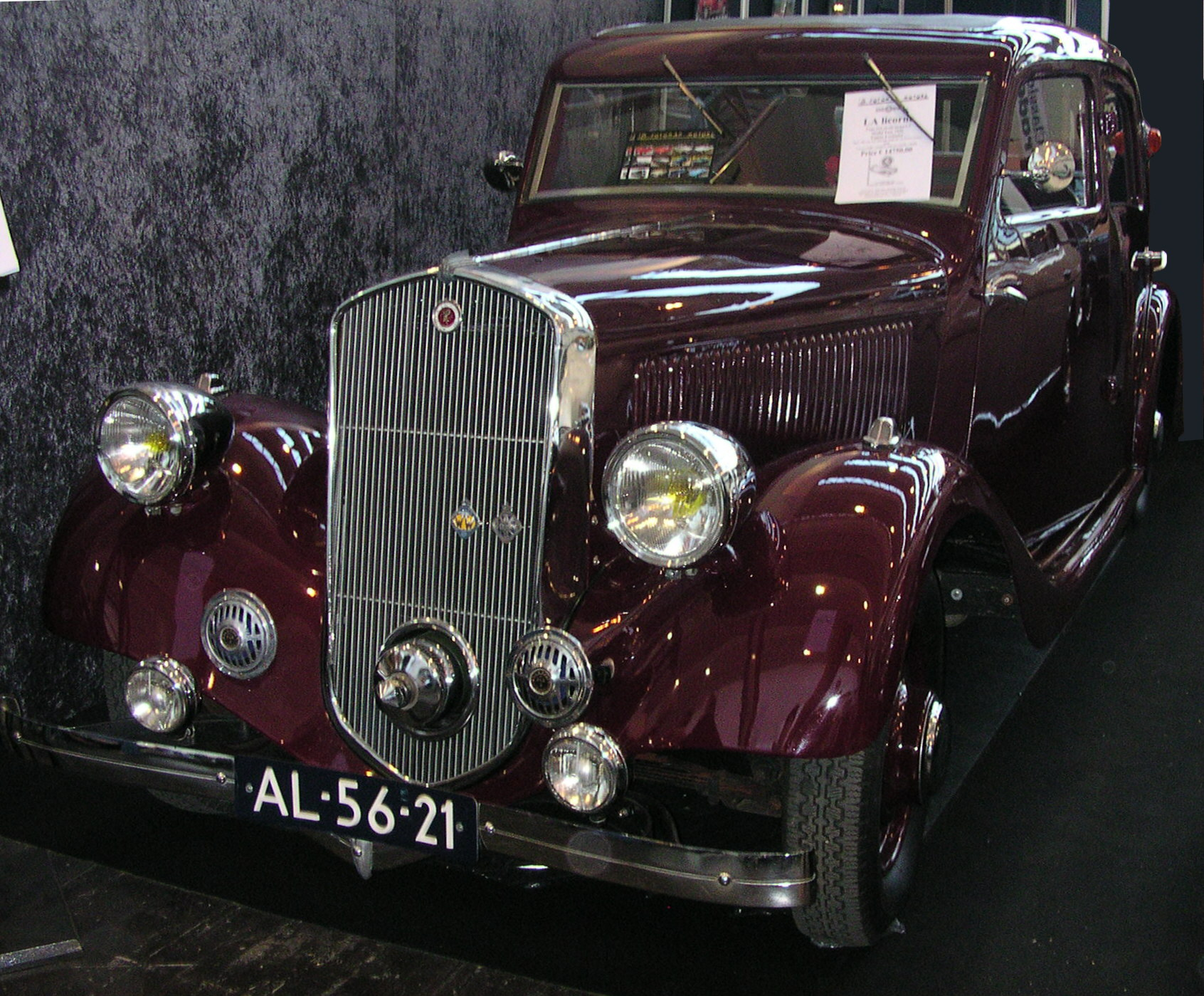
Une Licorne 415 Rivoli L3, de 1935.

- Le Quadricycle était une petite voiture avec un petit châssis cabriolet alimenté par un monocylindre De Dion-Bouton de 634 cm3. Elle n'a été produite que jusqu'en 1901.
- Type H : produite jusqu'en 1906. C'est une voiture de sport équipée d'un moteur quatre cylindres de 2 543 cm3, produisant 20,5 ch à 1 600 tr/min.
- Sports Type J : héritière de la Type H, étant de même type de châssis, mais équipée d'un moteur De Dion-Bouton quatre cylindres de 1 257 cm3, produite durant la même période que la Type H.
- 9 / 12 PS : voiture de moyen-haut de gamme, également cabriolet et à moteur quatre cylindres de 1 691 cm3 capable de délivrer 22 ch à 2 400 tr/min, n'a été produite qu'en 1926.
- 5V : petite voiture bas de gamme par rapport à la Citroën Type C, équipée d'un moteur quatre cylindres de 900 cm3, produite pendant plusieurs années, considérée comme un succès.
- L760 : voiture produite de la mi-1931 à 1935 et équipée d'un moteur quatre cylindres de 1 450 cm3.
- 415 : héritière directe de la L760 dont elle a repris la mécanique. Elle possède un moteur quatre cylindres de 1 450 cm3 développant une puissance de 36 ch allant jusqu'à 3 600 tr/min. Elle a été produite jusqu'en 1937.

## Victoires et podiums notables

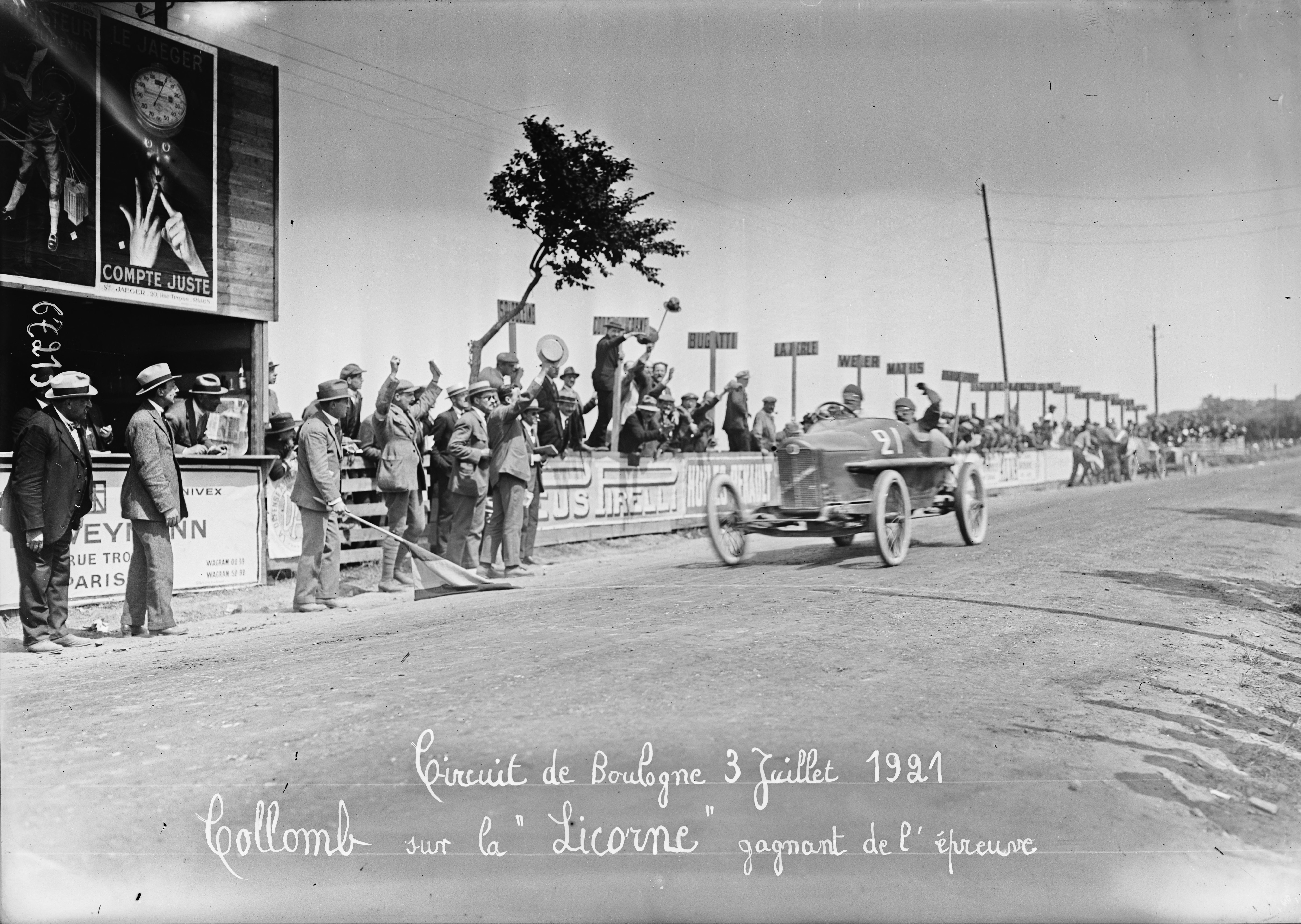
Joseph Collomb ici vainqueur…

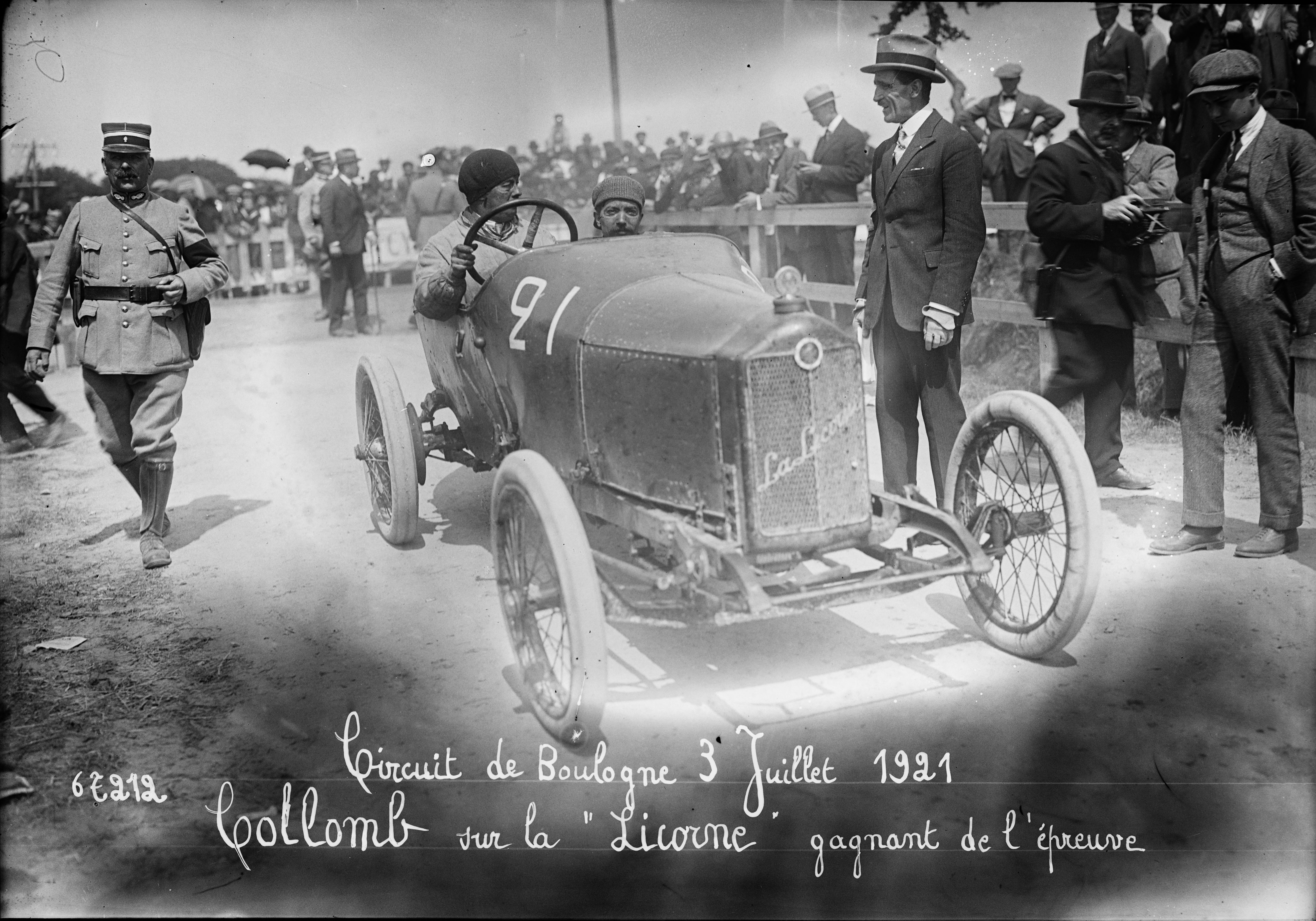
…du Grand Prix de Boulogne 1921 Voiturettes, sur « La Licorne ».

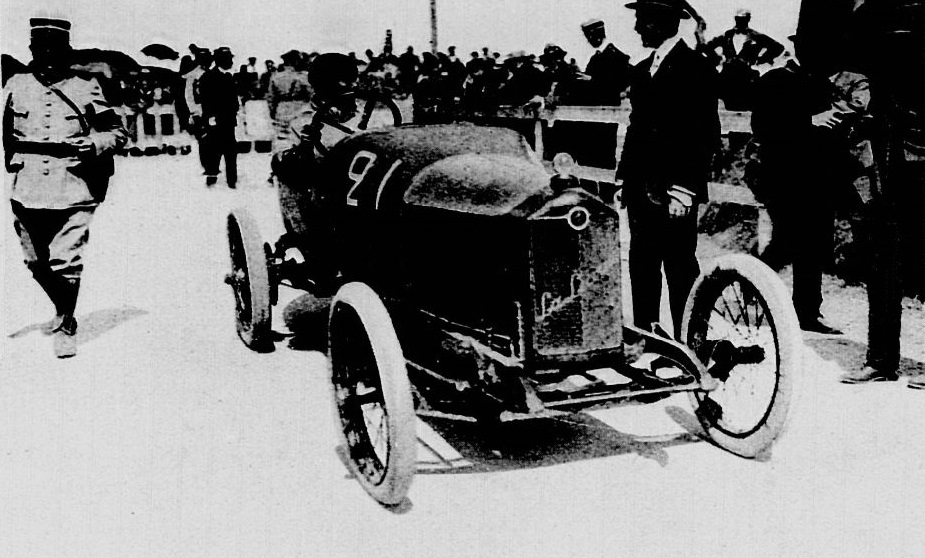
… même instantané de la même épreuve (Grand Prix des petites voitures, lors de la première Coupe Georges Boillot de 1921).

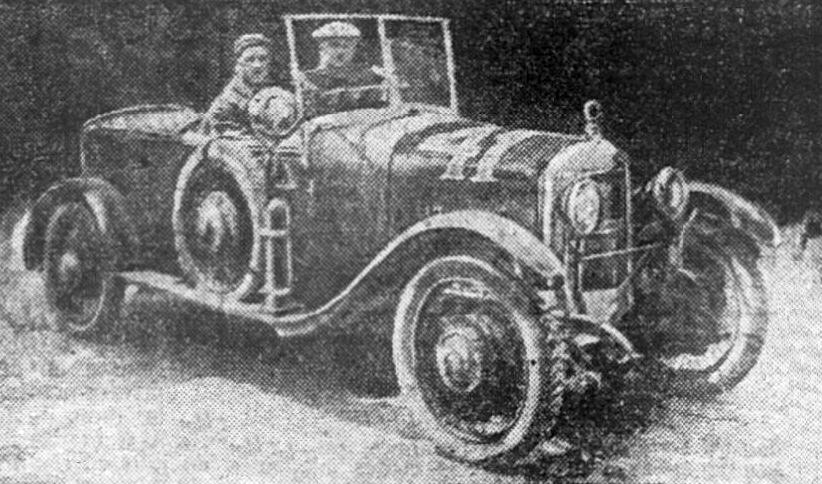
Corre la Licorne W 15 vainqueur de classe 1.5 L. aux 24 H. du Mans 1925, avec Balart et Doutrebente.

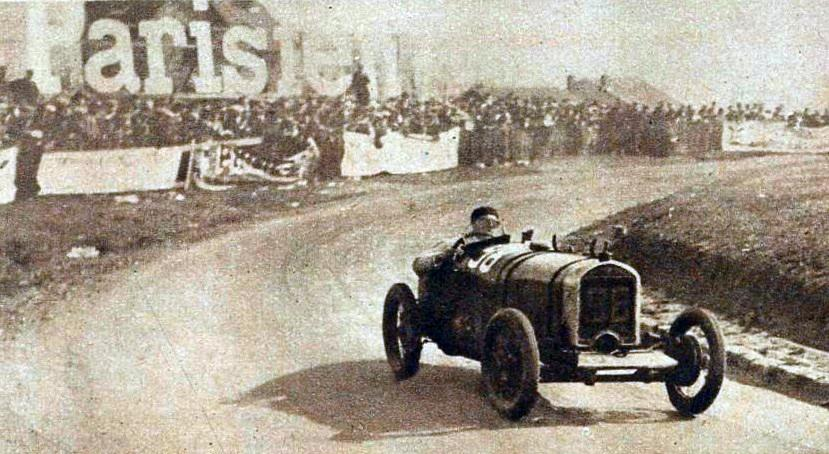
Michel Doré vainqueur de la côte d'Argenteuil 1929, sur Licorne 10 HP 1,5L.

- Coupe de l'Anjou 1908 (Joseph Collomb)
- Coupe de L'AC du Limousin 1908 (Collomb)
- Course de côte de Château-Thierry 1908 catégorie Voiturettes (Collomb)
- Tour de France automobile 1912 (Collomb)
- Course de côte de Gaillon 1920 catégorie Voiturettes (Collomb)
- Premier Grand Prix de Boulogne Voiturettes 1921 (Collomb)
- Course de côte d'Argenteuil 1926 classe 1,1 l (Joseph Paul)
- Grand Prix du Salon 1927 (Michel Doré)
- Coupe voiturettes de l'Armistice (Prix Dunlop) 1927 (Doré)
- Course de côte de Château-Thierry 1927 et 1928 (Doré)
- Toul-Nancy 1928 (Doré)
- Course de côte d'Argenteuil 1929 (Doré)
- Rallye Monte-Carlo 1930 (Hector Petit)
- Circuit des Routes Pavées 1931 classe 1,1 l (Fernand Vallon)
- Rallye d'Europe de l'Automobile Club d'Allemagne, 1931 à Berlin (sur la nouvelle Corre La Licorne 6/8 CV, Petit)
- Bol d'or automobile 1932 (Vallon)
- Circuit de Torvilliers Voiturettes 1932 (Vallon)
  - 2e du premier Grand Prix de la Marne 1925 (Robert Lestienne)
  - 2e de la première Coupe de la Commission Sportive 1927 (Doré)
  - 2e du Grand Prix de la Marne 1927 (Doré)
  - 2e du Circuit des Routes Pavées 1927 (Doré)
  - 2e du Bol d'or 1931 (Vallon)

(Nota Bene : marque également 7e du GP des Vieux Tacots 1911 -"de France"- avec Maurice Fournier décédé durant l'épreuve, et 8e du GP de Monaco 1929 avec Doré)